# Shurṭah Ṭībah
Shurṭah Ṭībah es un distrito de la gobernación de Lúxor, Egipto. En julio de 2017 tenía una población estimada de 73 260 habitantes.
Se encuentra ubicado en el centro del país, en el sur del valle del Nilo.